# Katharina Kollmann
Katharina Kollmann (* 1985 in Ost-Berlin) ist eine deutsche Singer-Songwriterin. Sie veröffentlicht seit 2015 Musik als Lake Felix und seit 2017 unter dem Künstlernamen Nichtseattle. Der Name Nichtseattle ist an den Song Wir sind hier nicht in Seattle, Dirk der Indie-Band Tocotronic angelehnt, mit der sie 2022 tourte. Ihre Alben veröffentlicht sie seit 2022 auf dem Label Staatsakt.

## Leben
Kollmann verbrachte ihre Kindheit und Jugend in Berlin-Karlshorst, dort besuchte sie das Hans-und-Hilde-Coppi-Gymnasium bis 2005. Schon als Jugendliche war sie musikalisch aktiv und spielte in verschiedenen Musikgruppen. Ihre musikalische Karriere begann sie unter dem Namen Lake Felix, unter welchem sie hauptsächlich englischsprachige Musik veröffentlichte. Im Jahr 2019 wandte sie sich mit dem Projekt Nichtseattle der deutschen Sprache zu und veröffentlichte ihr Debütalbum Wendekid in Eigenregie. Kollmann lebt in Berlin.

## Stil
Kollmanns Stil ist eine Mischung aus grungigen Gitarrenhooks, folkigen Melodien und poetischen Texten. Ihre Lieder behandeln oft das Spannungsfeld zwischen persönlichen Empfindungen und gesellschaftlichen Themen, wobei sie eine klare Trennung zwischen Privatem und Politischem ablehnt. Ihre Texte beschreibt sie als sehr persönlich und fast wie Tagebucheinträge. Kollmann sieht sich nicht als Aktivistin, aber als politisch denkende Künstlerin, die in ihrer Musik ein Ventil für ihre persönlichen und politischen Überzeugungen findet.
Ihr zweites Album Kommunistenlibido (2022) wurde für seine kritische und subversive Haltung gelobt und auf dem Berliner Indie-Label Staatsakt veröffentlicht. Neben ihren Soloprojekten tritt Kollmann auch als Teil einer Band auf, wobei sie oft von einem Ensemble aus Schlagzeug, Metallofon, Gitarren, Bass und Blasinstrumenten begleitet wird.
Haus (2024), das dritte Album von Nichtseattle, wurde vom Feuilleton ebenfalls sehr positiv aufgenommen. Der Spiegel kürte es am 12. April 2024 zum Album der Woche.
Der am 27. November 2024 veröffentlichte Nichtseattle-Song „Vielleicht wird's nie wieder so schön“ ist eine Cover-Version des gleichnamigen Songs des DDR-Liedermachers Gerhard Schöne.

## Diskografie
als Lake Felix
- 2015: And the Pappkameraden
- 2015: Spongeous – Live
- 2017: Kick It to Taka Tuka Land
- 2023: Carry Us Through It

als Nichtseattle
- 2019: Wendekid
- 2022: Kommunistenlibido
- 2024: Haus

## Gastauftritte
- 2022:  April Scythe von Tom Liwa